# Zuckerester

Strukturformel eines Saccharosestearats

Zuckerester sind Ester von anorganischen oder organischen Säuren mit Sacchariden.

## Vorkommen
Einige Zuckerester organischer Säuren kommen in der Natur vor. 6-Benzoyl-n-glucose (Vaccinin) findet sich z. B. in Blaubeeren und in Form des Salicylglucosids (Populin) in verschiedenen Weidenarten. Eine wichtige Gruppe natürlich vorkommender Zuckerester sind ferner die Gerbstoffe der Tanningruppe. In diesen ist die n-Glucose mit Gallussäure, Digallussäure oder auch mit Ellagsäure verestert.
Phosphorsäureester, wie zum Beispiel Fructose-6-phosphat, haben sowohl im Tier- als auch im Pflanzenreich eine Schlüsselstellung beim Stoffwechsel inne. Auch die Schwefelsäureester sind in der Natur weit verbreitet und sind am Aufbau natürlich vorkommender Polysaccharide beteiligt, siehe z. B. Chondroitin. Carbonsäureester von Fettsäuren sind in bestimmten Lipopolysacchariden vertreten.

## Herstellung
Die Zuckerester können generell durch die Einwirkung der betreffenden Säurehalogenide in Gegenwart eines geeigneten säurebindenden Mittels (Pyridin oder Chinolin) gewonnen werden. Durch die chemische Reaktion entsteht aus Fettsäure-Derivaten (Fettsäuremethylestern oder Fettsäurechloriden) und Sacchariden Zuckerester an verschiedenen Hydroxygruppen des Saccharids. Aus dem entstandenen Gemisch werden die gewünschten Ester extrahiert und anschließend gereinigt.
Zur Verwendung in Lebensmitteln werden sie aus Saccharose (einfacher Haushaltszucker) und bestimmten Fettsäuren (u. a. Stearin-, Palmitinsäure) hergestellt, die hauptsächlich aus Soja- oder anderen pflanzlichen Ölen gewonnen werden, jedoch auch tierischen Ursprungs sein können.

## Eigenschaften und Verwendung
Synthetische Carbonsäureester von Zuckern werden als Tenside verwendet und dienen unter anderem als Emulgatoren in Lebensmitteln.

### Zuckerester von Speisefettsäuren
Zuckerester von Speisefettsäuren werden als Emulgatoren bzw. ein Mehlbehandlungsmittel bei Gebäcken (Kuchen, Blätterteig) sowie unter anderem auch für Süßwaren, Speiseeis, nicht alkoholische und alkoholische Getränke (außer Bier und Wein, da dies bestimmte gesetzliche Vorschriften verbieten) und für die Oberflächenbehandlung von Obst verwendet.
Sie lösen sich sehr schwer und wirken verschieden stark emulgierend. Außerdem beeinflussen sie die Verkleisterungseigenschaften von stärkehaltigen Lebensmitteln. Schokoladenmassen werden durch sie fließfähiger.
Fettersatzstoffe, wie beispielsweise Olestra, sind Mehrfachester von Saccharose mit Fettsäuren. Dabei sind die einzelnen Saccharosemoleküle mit mehreren Fettsäureresten über Esterbindungen verbunden. Dies ist möglich, weil Saccharosemoleküle mehrere Hydroxygruppen besitzen, die dann bei der Veresterung jeweils mit einem Fettsäuremolekül reagieren können.  Solche Fettersatzprodukte sind praktisch kalorienfrei, da sie unverdaulich sind und unverwertet vom Körper wieder ausgeschieden werden.
Bei zu hohen Dosen können Zuckerester von Speisefettsäuren abführend wirken. Die erlaubte Tagesdosis liegt bei 40 mg/kg Körpergewicht in Aromen für klare aromatisierte Getränke auf Wasserbasis.
In der EU sind Zuckerester von Speisefettsäuren als Lebensmittelzusatzstoff der Nummer E 473 zugelassen.